# Иотапе

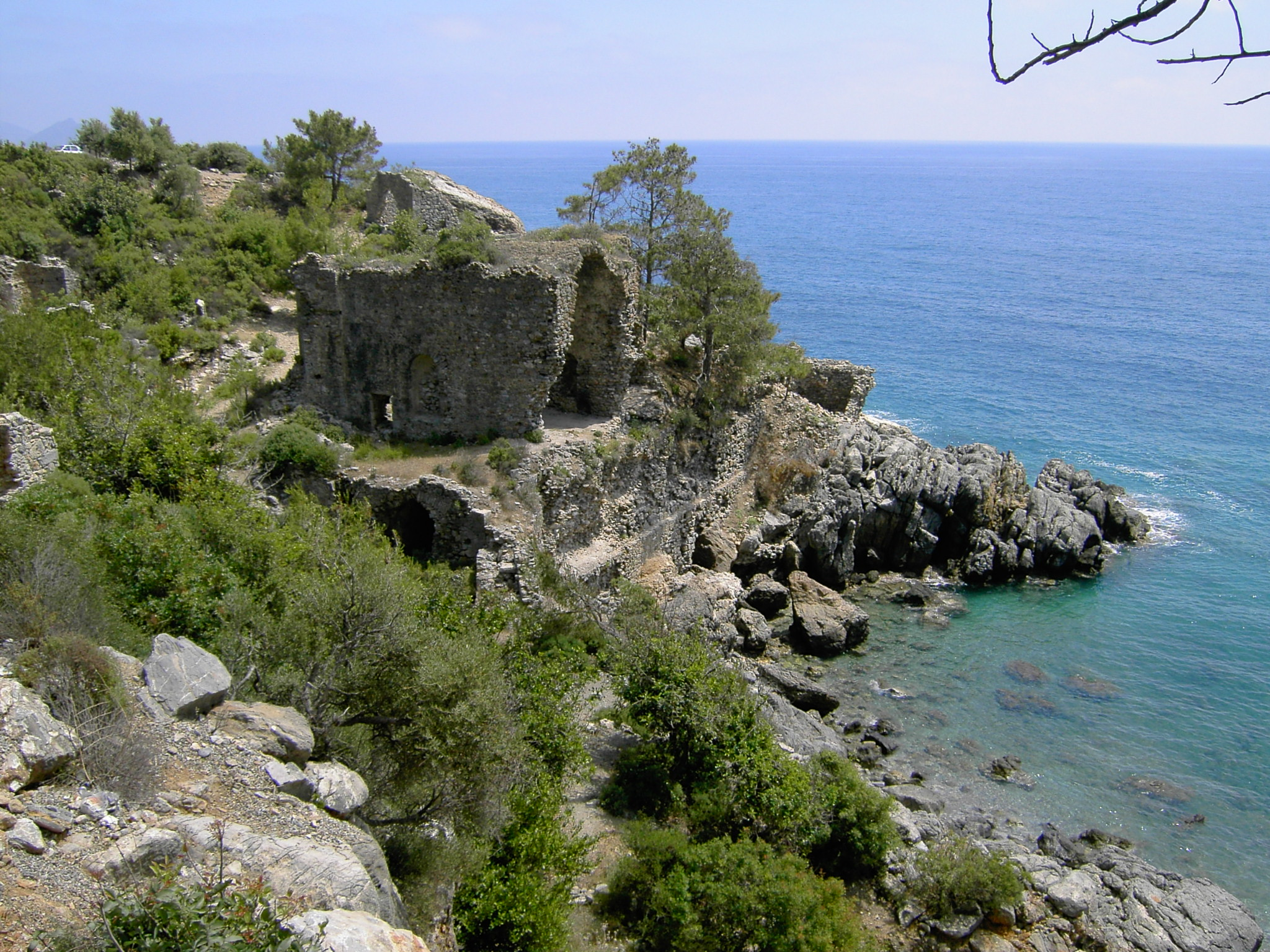
руины прибрежной части города Иотапе

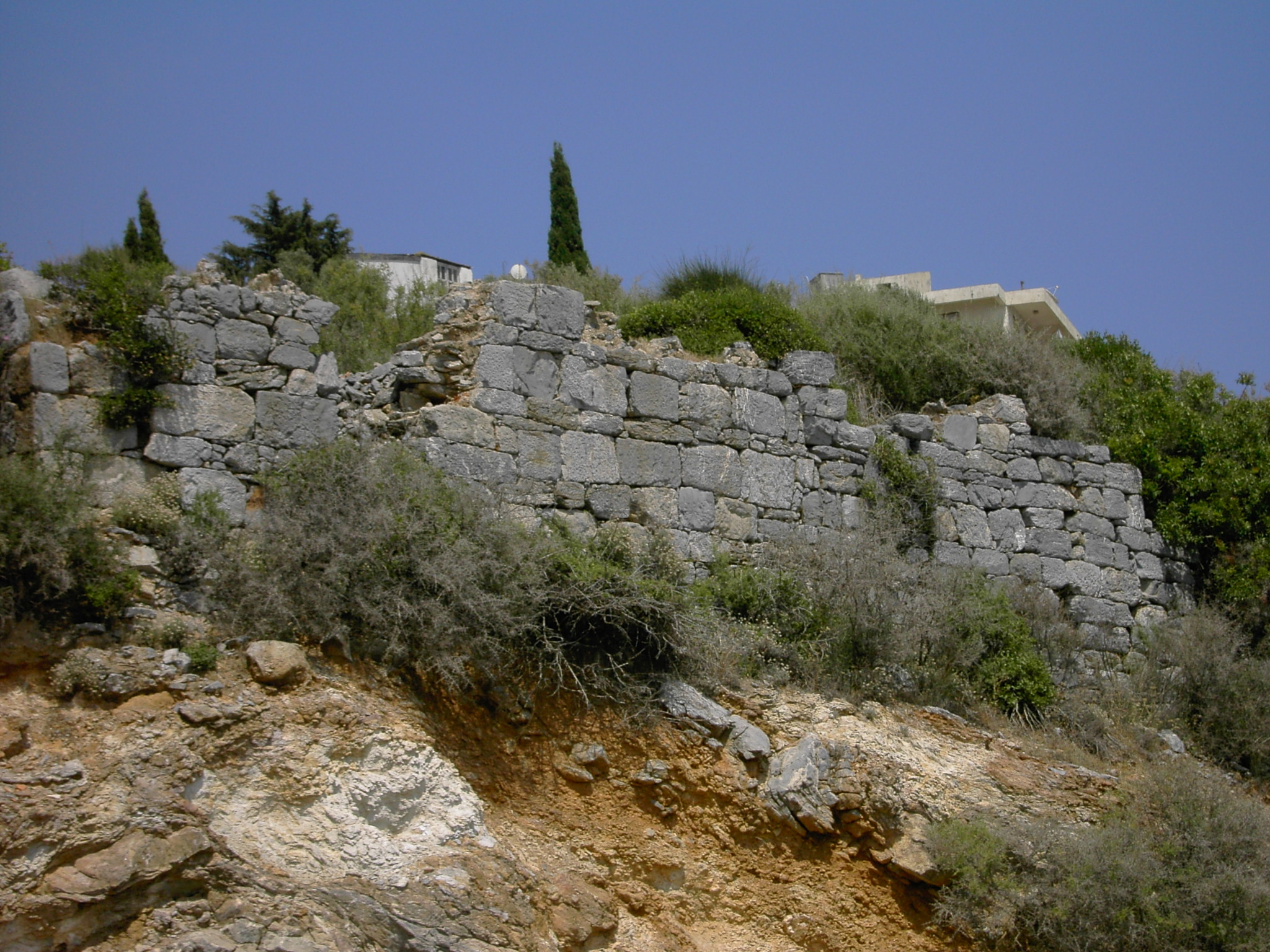
развалины верхней части города Иотапе

Иотапе (арм. Իոթափե, греч. Ἰωτάπη) — античный город в Киликии на южном побережье Малой Азии. Город расположен в 33 км на юго-восток от города Аланьи в сторону другого античного города Селинус (теперь Газипаша), на территории современной Турции.

## История
Город был основан в II в. до н. э. и где-то в I в. назван в честь жены коммагенского царя  Антиоха IV.
Известно, что здесь в течение длительного периода времени, в Римскую эпоху — начиная с I в. и до III в. — в городе чеканилась собственная монета. На одной стороне этих монет был изображен бюст императора, а на другой были изображения богов и богинь.